# William Allen Sipe
William Allen Sipe (* 1. Juli 1844 bei Harrisonville, Fulton County, Pennsylvania; † 10. September 1935 in San Diego, Kalifornien) war ein US-amerikanischer Politiker. Zwischen 1892 und 1895 vertrat er den Bundesstaat Pennsylvania im US-Repräsentantenhaus.

## Werdegang
William Sipe besuchte die öffentlichen Schulen seiner Heimat und danach die Cassville Academy. 1862 trat er während des Bürgerkrieges in das Heer der Union ein. Noch im selben Jahr musste er seinen Militärdienst wegen einer Verwundung quittieren. Nach einem anschließenden Jurastudium und seiner 1865 erfolgten Zulassung als Rechtsanwalt begann er in Huntingdon in diesem Beruf zu arbeiten. Im Januar 1867 zog er nach Indianapolis in Indiana und im Dezember 1868 nach Pittsburgh. In beiden Städten praktizierte er als Anwalt. Gleichzeitig schlug er als Mitglied der Demokratischen Partei eine politische Laufbahn ein.
Nach dem Tod des Abgeordneten Alexander Kerr Craig wurde Sipe bei der fälligen Nachwahl für den 24. Sitz von Pennsylvania als dessen Nachfolger in das US-Repräsentantenhaus in Washington, D.C. gewählt, wo er am 5. Dezember 1892 sein neues Mandat antrat. Nach einer Wiederwahl konnte er bis zum 3. März 1895 im Kongress verbleiben. Im Jahr 1894 wurde er nicht erneut bestätigt.
Nach dem Ende seiner Zeit im US-Repräsentantenhaus war William Sipe bis 1921 wieder als Rechtsanwalt in Pittsburgh tätig. Danach zog er sich in den Ruhestand zurück, den er in San Diego verbrachte. Dort ist er am 10. September 1935 im Alter von 91 Jahren auch verstorben. Er wurde in Pittsburgh beigesetzt.